# Сивуха, Юрий Петрович
Юрий Петрович Сивуха (укр. Юрій Петрович Сивуха; род. 13 января 1958, Малая Даниловка, Харьковская область) — советский и украинский футболист, вратарь, тренер. Чемпион мира среди молодёжи (1977), обладатель Кубка СССР (1988), мастер спорта СССР.

## Клубная карьера
Воспитанник харьковского «Металлиста».
Сыграл первый официальный матч за родную команду в 1976 году. На следующий год он перешёл в киевское «Динамо», а в 1978 году дебютировал в его составе в Высшей лиге СССР.
В 1979 году вернулся в «Металлист» и на протяжении десяти лет защищал его ворота. В 1981 году он помог «Металлисту» победить в турнире первой лиги, в последующие сезоны провёл в высшей лиге за харьковский клуб 143 матча, пропустил 172 гола. В составе «Металлиста» Сивуха стал обладателем Кубка СССР (1988) и в сезоне 1988/89 сыграл 2 матча в Кубке обладателей кубков.
В 1989 году перешёл в запорожский «Металлург», с которым также поднялся из первой лиги в высшую и в последнем сезоне Чемпионата СССР сыграл 22 матча и пропустил 25 голов. Следующие три сезона Сивуха защищал ворота «Металлурга» в чемпионате Украины, в дальнейшем играл за запорожское «Торпедо», кировоградскую «Звезду» и винницкую «Ниву», а также «Энергетик» из Комсомольского.

## Карьера в сборной
В 1977 году Сивуха участвовал в финальном турнире чемпионата мира среди молодёжи в составе сборной СССР и стал его победителем. В матчах этого турнира он дважды выходил на замену и не пропустил ни одного мяча. В финальном матче с Мексикой он отразил два послематчевых пенальти и помог советской сборной выиграть серию со счётом 9:8.

## Тренерская карьера
После окончания карьеры игрока работал в тренерском штабе «Металлиста». С января 2013 года по 2016 год работал тренером вратарей сборной Украины.